# Brunovce
Brunovce es un municipio del distrito de Nové Mesto nad Váhom en la región de Trenčín, Eslovaquia, con una población estimada a final del año 2024 de 638 habitantes.
Se encuentra ubicado al oeste de la región, cerca del río Váh (cuenca hidrográfica del Danubio) y de la frontera con la región de Trnava y la República Checa.

## Demografía
| Año        | 1994 | 2004    | 2014    | 2024     |
| ---------- | ---- | ------- | ------- | -------- |
| Población  | 534  | 544     | 551     | 638      |
| Diferencia |      | +1,87 % | +1,28 % | +15,78 % |

| Año        | 2023 | 2024    |
| ---------- | ---- | ------- |
| Población  | 632  | 638     |
| Diferencia |      | +0,94 % |